# Juan Van Halen

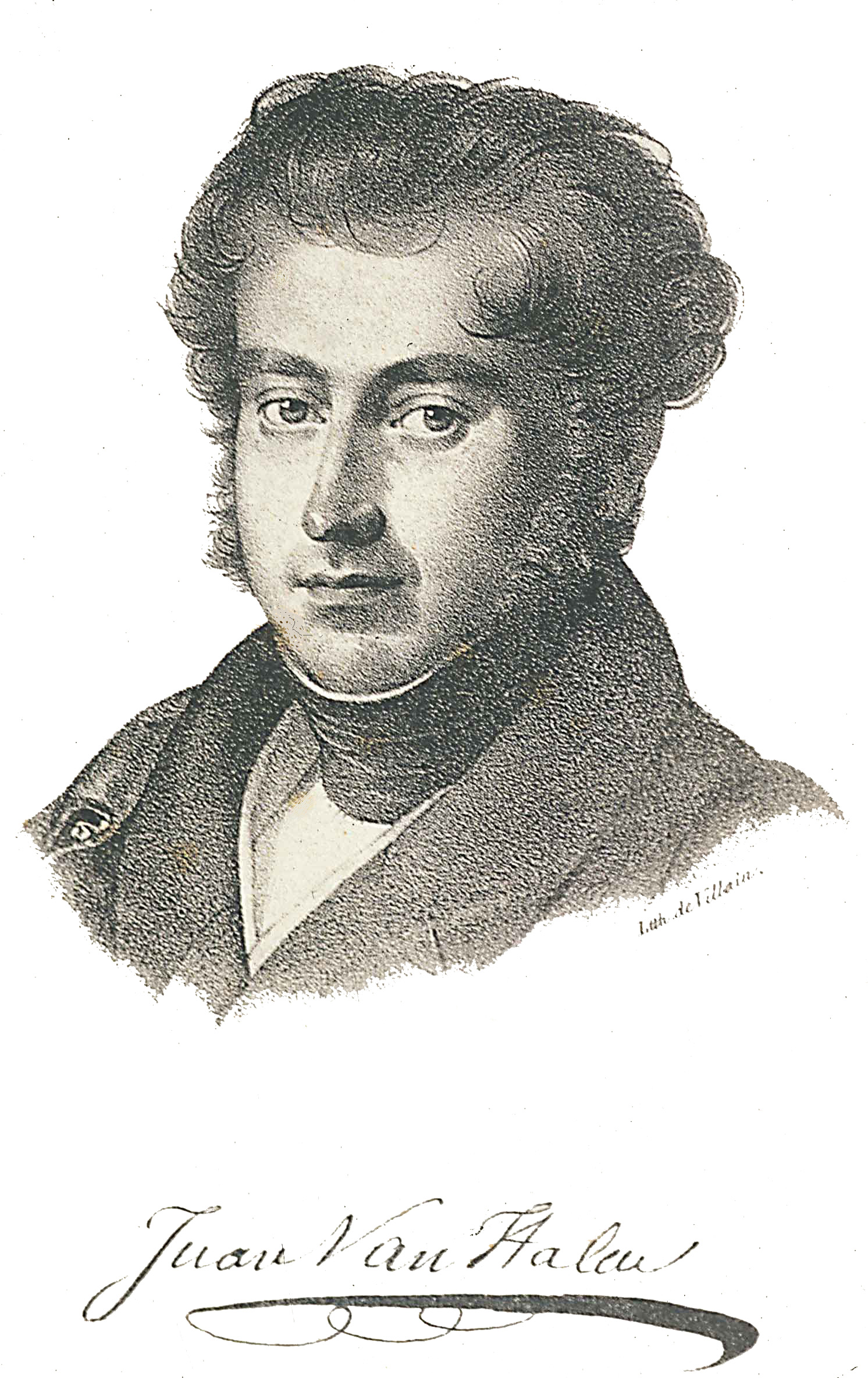
Juan Van Halen (schets van 1854 door José Vallejo y Galeazo, Biblioteca Nacional de España).

Don Juan Van Halen y Sarti (Isla de Leon, Cádiz, Spanje, 16 februari 1788 - El Puerto de Santa María, Cádiz, Spanje, 8 november 1864), was een Spaanse militair, avonturier en verdediger van het liberalisme. Hij was officier in de legers van Spanje, Frankrijk, Rusland en België, dat hij tijdens de Septemberdagen mee op de kaart zette.

## Levensloop
Van Halen was van Spaanse afkomst met voorouders uit Italië en Zuid-Nederland (Weert). Op zijn vijftiende nam hij dienst bij de Guardiamarina op het Spaanse fregat Anfítrite. Na passages in Havana en Veracruz werd hij onderbrigadier op de Santa María Magdalena, die in 1805 deelnam aan de Slag bij Trafalgar. Tijdens de Spaanse Onafhankelijkheidsoorlog steunde Van Halen koning Joseph Bonaparte. Als kapitein in het Grande Armée vocht hij in enkele napoleontische veldslagen. In 1814 liep hij over naar het onafhankelijkheidskamp, dat hij onmiddellijk met een list enkele forten in handen speelde: door de handtekening van maarschalk Suchet na te bootsen wist hij de Franse garnizoenen van Lérida, Mequinenza en Monzón tot overgave te bewegen. Het leverde hem een bevordering op tot cavaleriekapitein, maar het volgende jaar werd hij gearresteerd in verband met zijn liberale activiteiten. Opgesloten in het kasteel van Marbella stond hij zelfs op het punt te worden geëxecuteerd, maar het koninklijk bevelschrift bleek vervalst en de graaf van Montijo stelde hem in vrijheid. Hij kreeg de graad van luitenant-kolonel en werd lid van een geheime loge met vertakkingen in Murcia, waar hij in samenwerking met Torrijos een bataljon op de been bracht met het oog op een opstand. Na het ontdekken van de samenzwering verdween Van Halen op 21 september 1817 in de gevangenis. Gedurende een tweetal dagen onderging hij folteringen in de kerkers van de inquisitie. Hij werd overgebracht naar de gevangenis van Madrid en ontmoette koning Ferdinand VII in zijn paleis. In januari 1818 wist Van Halen te ontsnappen. Via Londen reisde hij naar Sint-Petersburg.
Op voorspraak van zijn landgenoot Agustín de Betancourt werd hij benoemd tot majoor-generaal van een Russisch dragonderregiment. Onder Jermolov onderscheidde hij zich in 1820 in de invasie van de Kaukasus. Zijn liberale overtuiging was ongewijzigd. Behalve tot een vrijmetselaarsloge trad hij in Rusland ook toe tot de Unie van de Verlossing, een genootschap dat de voedingsbodem vormde van de latere Decembristenopstand. In 1821 keerde Van Halen terug naar Spanje, waar een revolutie was uitgebroken tegen het koninklijk gezag. Als luitenant-kolonel vocht hij onder meer tegen de Cien Mil Hijos de San Luis en in Catalonië was hij stafchef van Torrijos, Milans del Bosch en Espoz y Mina. De overwinning van het absolutisme dwong Van Halen in ballingschap. Hij vertrok in 1823 naar de Nieuwe Wereld. Enige tijd had hij een koffieplantage bij de Cubaanse stad Matanzas en later gaf hij lessen Spaans in New York en Philadelphia.
Onder financiële druk besliste Van Halen in 1826 naar het Verenigd Koninkrijk der Nederlanden te verhuizen, om zekere erfelijke aanspraken te laten gelden. Met zijn vrouw en twee kinderen vestigde hij zich in Chaudfontaine, waar hij zich aan zijn memoires zette en bevriend raakte met advocaat-journalist Charles Rogier. Hij verhuisde in 1829 naar Brussel en vond zich zo het volgende jaar in het centrum van de Belgische Revolutie. Charlier kwam uit Luik de revolutionairen steunen met 300 man. Met zijn liberale sympathieën en militaire ervaring kreeg Van Halen op 24 september het opperbevel over de ongedisciplineerde opstandelingen die tijdens de Septemberdagen het hoofd boden aan het reguliere leger. 456 van zijn mannen vonden de dood en 1226 raakten gewond, maar in de ochtend van 27 september 1830 kon hij het Voorlopig Bewind in het stadhuis van Brussel de overwinning melden. Na dit succes werd hij benoemd tot luitenant-generaal. Nochtans vonden Gendebien, De Potter en andere politieke leiders hem maar een losgeslagen projectiel. Hij had op eigen initiatief het regeringsleger achtervolgd en leek overal waar hij kwam onlusten uit te lokken, vooral in de Borinage. Men verdacht hem van verstandhouding met kroonprins Willem. Na diens proclamatie in de Courrier des Pays-Bas, waarin hij zich opwierp als hoofd van de Belgische onafhankelijkheidsbeweging, was de maat vol. De generaal werd op 21 oktober te Bergen gearresteerd met zijn adjudanten Trumper en Isler. Later werd hij weliswaar vrijgesproken, maar men was toch tevreden hem met andere ijzervreters te kunnen evacueren naar een buitenlands strijdtoneel. Aan het hoofd van het Belgische expeditiekorps trok Van Halen in 1831 naar Portugal om de liberale zijde te steunen in de Miguelistenoorlog. De uitrusting van het korps was gefinancierd door Mendizábal, die net als Van Halen uit Cadiz kwam.
Bij het uitbreken van de Eerste Carlistenoorlog in 1833 ging hij weer vechten in Catalonië en Navarra. Hoewel regelmatig onderbroken door reizen naar België en Engeland, vocht hij tot de liberale overwinning in 1840 onder generaal Baldomero Espartero. Daarna werd Van Halen kapitein-generaal van Catalonië (1840-1842). In 1843 volgde hij Espartero in ballingschap naar Engeland. Ze konden in 1854 terugkeren naar Madrid. Van Halen werd er onderscheiden en benoemd tot voorzitter van het krijgstribunaal van de zeemacht (1854-1856). De avonturier overleed op 76-jarige leeftijd in zijn geboortestad Cadiz.

## Privé
Van Halen trouwde in 1821 met Maria del Carmen Quiroga en na haar dood in 1859 met Clotilde Butler y Abrines.
Zijn jongere broer Antonio Van Halen was een militair die na een overwinning in 1840 werd verheven tot graaf van Peracamps.

## Onderscheidingen en eerbetoon
- 1833: Ridder in de Leopoldsorde
- 1854: Grootkruis in de Orde van Karel III (Spanje)

Hij is afgebeeld op een reliëf van het Pro-Patriamonument op het Martelaarsplein en kreeg in 1992 een bronzen buste in het Parque del Buen Retiro van Madrid.

## Publicaties
- Restauración de las plazas de Lérida, Mequinenza y castillo de Monzon por medio de unas estratagema, 1814
- Mémoires de Don Juan Van Halen, chef d'état major d'une des divisions de l'armée de Mina, en 1822 et 1823, écrits sous les yeux de l'auteur par Charles Rogier, Luik, s.d. (vol. I & vol. II)
- Les quatre journées de Bruxelles, Brussel, 1831
- Histoire sur l'inquisition d'Espagne. Cont. le récit de sa captivité dans les cachots de l'inquisition d'Espagne en 1817 et 1818, de son évasion etc., Parijs, 1834